# Tour der französischen Rugby-Union-Nationalmannschaft nach Neuseeland 1989
| Tour der Franzosen nach Neuseeland 1989 | Tour der Franzosen nach Neuseeland 1989 | Tour der Franzosen nach Neuseeland 1989 | Tour der Franzosen nach Neuseeland 1989 | Tour der Franzosen nach Neuseeland 1989 |
| Übersicht                               | S                                       | G                                       | U                                       | N                                       |
| --------------------------------------- | --------------------------------------- | --------------------------------------- | --------------------------------------- | --------------------------------------- |
| Test Matches                            | 2                                       | 0                                       | 0                                       | 2                                       |
| Sonstige Spiele                         | 6                                       | 4                                       | 0                                       | 2                                       |
| Gesamt                                  | 8                                       | 4                                       | 0                                       | 4                                       |
|                                         |                                         |                                         |                                         |                                         |
| Neuseeland                              | 2                                       | 0                                       | 0                                       | 2                                       |

Die Tour der französischen Rugby-Union-Nationalmannschaft nach Neuseeland 1989 umfasste eine Reihe von Freundschaftsspielen der französischen Rugby-Union-Nationalmannschaft. Sie reiste von Anfang Juni bis Anfang Juli 1989 durch Neuseeland und bestritt während dieser Zeit acht Spiele. Darunter waren zwei Test Matches gegen die neuseeländische Nationalmannschaft, die beide mit Niederlagen endeten. Ebenfalls auf dem Programm standen sechs Partien gegen regionale Auswahlteams, die mit vier Siegen und zwei Niederlagen endeten.

## Spielplan
- Hintergrundfarbe grün = Sieg
- Hintergrundfarbe rot = Niederlage

(Test Matches sind grau unterlegt; Ergebnisse aus der Sicht Frankreichs)
| # | Datum         | Gegner                          | Ort              | Stadion                       | Ergebnis |
| - | ------------- | ------------------------------- | ---------------- | ----------------------------- | -------- |
| 1 | 07. Juni 1989 | Counties Manukau Rugby Union    | Pukekohe         | Pukekohe Stadium              | 24:21    |
| 2 | 10. Juni 1989 | Manawatu Rugby Union            | Palmerston North | Showgrounds Oval              | 28:23    |
| 3 | 13. Juni 1989 | Southland Rugby Football Union  | Invercargill     | Rugby Park Stadium            | 7:12     |
| 4 | 17. Juni 1989 | Neuseeland                      | Christchurch     | Lancaster Park                | 17:25    |
| 5 | 21. Juni 1989 | Seddon Shield Districts         | Blenheim         | Lansdowne Park                | 39:13    |
| 6 | 24. Juni 1989 | Wellington Rugby Football Union | Wellington       | Athletic Park                 | 23:24    |
| 7 | 27. Juni 1989 | Bay of Plenty Rugby Union       | Rotorua          | Rotorua International Stadium | 22:18    |
| 8 | 01. Juli 1988 | Neuseeland                      | Auckland         | Eden Park                     | 20:34    |

## Test Matches
| 17. Juni 1989 | Neuseeland                                                               | 25 : 17        | Frankreich                                                         | Lancaster Park, Christchurch Zuschauer: 45.000 Schiedsrichter: Fred Howard (England) |
| 17. Juni 1989 | Versuche: A. Whetton Wright (2) Erhöhungen: Fox (2) Straftritte: Fox (3) | (18:0) Bericht | Versuche: Blanco (2) Cécillon Erhöhungen: Bérot Straftritte: Bérot | Lancaster Park, Christchurch Zuschauer: 45.000 Schiedsrichter: Fred Howard (England) |

Aufstellungen:
- Neuseeland: Bruce Deans, Sean Fitzpatrick, Grant Fox, John Gallagher, Michael Jones, John Kirwan, Richard Loe, Steve McDowall, Murray Pierce, John Schuster, Wayne Shelford , Joe Stanley, Alan Whetton, Gary Whetton, Terry Wright
- Frankreich: Pierre Berbizier , Philippe Bérot, Serge Blanco, Dominique Bouet, Marc Cécillon, Jean Condom, Thierry Devergie, Dominique Erbani, Jean-Pierre Garuet-Lempirou, Patrice Lagisquet, Franck Mesnel, Pascal Ondarts, Laurent Rodriguez, Philippe Rouge-Thomas, Philippe Sella 
 Auswechselspieler: Alain Carminati

| 1. Juli 1989 | Neuseeland                                                                              | 34 : 20         | Frankreich                                              | Eden Park, Auckland Zuschauer: 47.000 Schiedsrichter: Fred Howard (England) |
| 1. Juli 1989 | Versuche: Deans Fitzpatrick Stanley A. Whetton Erhöhungen: Fox (3) Straftritte: Fox (4) | (16:13) Bericht | Versuche: Cécillon Rouge-Thomas Straftritte: Blanco (4) | Eden Park, Auckland Zuschauer: 47.000 Schiedsrichter: Fred Howard (England) |

Aufstellungen:
- Neuseeland: Bruce Deans, Sean Fitzpatrick, Grant Fox, John Gallagher, Michael Jones, John Kirwan, Richard Loe, Steve McDowall, Murray Pierce, John Schuster, Wayne Shelford , Joe Stanley, Alan Whetton, Gary Whetton, Terry Wright
- Frankreich: Marc Andrieu, Pierre Berbizier , Philippe Bérot, Serge Blanco, Dominique Bouet, Alain Carminati, Marc Cécillon, Jean Condom, Thierry Devergie, Jean-Pierre Garuet-Lempirou, Patrice Lagisquet, Pascal Ondarts, Laurent Rodriguez, Philippe Rouge-Thomas, Philippe Sella 
 Auswechselspieler: Olivier Roumat